# Exo-CBX
EXO-CBX (tiếng Hàn: 엑소-첸백시; Romaja: Exo-Chen-Baek-Xi), còn được biết đến với tên gọi CBX hay ChenBaekXi, là nhóm nhỏ chính thức đầu tiên của nhóm nhạc nam Hàn Quốc EXO. Được SM Entertainment thành lập vào tháng 10 năm 2016, EXO-CBX bao gồm ba thành viên: Xiumin, Baekhyun và Chen.

## Lịch sử

### 2016: Hình thành, ra mắt vàHey Mama!
Tháng 7 năm 2016, Chen, Baekhyun và Xiumin xuất hiện cùng nhau trong một video có tên gọi "Reservoir Idols" được trình chiếu trong chuyến lưu diễn Exo Planet #3 - The Exo'rdium của EXO. Tháng 8 năm 2016, ba người phát hành bài hát nhạc phim "For You" cho bộ phim truyền hình Moon Lovers: Scarlet Heart Ryeo. Do đó xuất hiện phỏng đoán rằng họ sẽ trở thành thành viên của một nhóm nhỏ chính thức. Ngày 23 tháng 10 năm 2016, Chen, Baekhyun và Xiumin được SM Entertainment chính thức xác nhận là sẽ ra mắt với tư cách nhóm nhỏ đầu tiên của EXO, và sau đó biểu diễn "For You" tại sự kiện Busan One Asia Festival 2016. Ngày 24 tháng 10, SM tiếp tục công bố nhóm có tên gọi là EXO-CBX, với "CBX" là chữ cái đầu của tên ba thành viên.
EXO-CBX phát hành mini-album đầu tay Hey Mama! và đĩa đơn cùng tên vào ngày 31 tháng 10. Nhóm biểu diễn lần đầu tiên trên truyền hình trong chương trình M! Countdown vào ngày 3 tháng 11. Ngày 6 tháng 11, video "Reservoir Idols" được chính thức phát hành với vai trò là video âm nhạc cho "The One", một bài hát trong album. Nhóm giành được chiến thắng trên chương trình âm nhạc đầu tiên với "Hey Mama!" tại The Show vào ngày 15 tháng 11. Hey Mama! đã đạt vị trí thứ nhất trên bảng xếp hạng album hàng tuần của Gaon và bảng xếp hạng World Albums của Billboard. Cũng trong tháng 11, EXO-CBX thu âm bài hát "Crush U" làm nhạc nền cho trò chơi Blade & Soul.
2017: Ra mắt tại Nhật Bản và album Girls
Tháng 4 năm 2017, EXO-CBX tiếp tục cho ra Music Video 「Ka-CHING!」.Đây là bài hát chủ đạo nằm trong album tiếng Nhật đầu tiên của nhóm mang tên "Girls".
Vào ngày 14 tháng 6, EXO-CBX được tiết lộ rằng nhóm sẽ hát bài hát chủ đề cho loạt phim hoạt hình Running Man của SBS.
Ngày 15 tháng 9, EXO-CBX góp giọng vào một bài hát chủ đề có tiêu đề "Cry" cho bộ phim truyền hình Nhật Bản "Final Life: Ngay cả khi bạn biến mất vào ngày mai" được chính thức ra mắt vào ngày 2 tháng 11.

### 2018: 1st Japan Arena Tour,Blooming DaysvàMagic
Vào tháng 1 năm 2018, thông qua chương trình trực tuyến trên LINE, họ đã thông báo họ đã chuẩn bị cho 1st Japan Arena Tour vào tháng 5 và tháng 6 với tên gọi "Magical Circus". Tour diễn sẽ có 8 chương trình với 4 thành phố ở Nhật Bản, bao gồm: Yokohama, Fukuoka, Nagoya và Osaka.
Vào ngày 20 tháng 3, đã có thông báo rằng EXO-CBX sẽ phát hành album phòng thu tiếng Nhật đầu tiên có tiêu đề "Magic" vào ngày 9 tháng 5.
Ngày 24 tháng 3, nhóm phát hành OST "Someone Like You" cho bộ phim Live 
EXO-CBX phát hành album thứ hai của họ Blooming Days tại Hàn Quốc, vào ngày 10 tháng 4 năm 2018, với ca khúc chủ đề "Blooming Day".
Ngày 9 tháng 5, EXO-CBX đã phát hành album phòng thu tiếng Nhật đầu tiên Magic, với ca khúc chủ đề "Horololo".

## Danh sách đĩa nhạc

### Album phòng thu
| Album    | Thông tin                                                                                  | Thứ hạng cao nhất | Doanh Thu                                      |
| Album    | Thông tin                                                                                  | NB                | Doanh Thu                                      |
| Nhật Bản | Nhật Bản                                                                                   | Nhật Bản          | Nhật Bản                                       |
| -------- | ------------------------------------------------------------------------------------------ | ----------------- | ---------------------------------------------- |
| Magic    | - Ngày phát hành: 9 tháng 5 năm 2018 - Hãng đĩa: Avex Trax, IRIVER - Định dạng: CD, Tải về | 1                 | *NB: 64,417+ (physical) - NB: 1,331+ (digital) |

### Mini album
| Album                                                      | Thông tin                                                                                          | Thứ hạng cao nhất | Thứ hạng cao nhất | Thứ hạng cao nhất | Thứ hạng cao nhất | Doanh số                                   |
| Album                                                      | Thông tin                                                                                          | HQ                | NB                | ĐL                | US World          | Doanh số                                   |
| Hàn Quốc                                                   | Hàn Quốc                                                                                           | Hàn Quốc          | Hàn Quốc          | Hàn Quốc          | Hàn Quốc          | Hàn Quốc                                   |
| ---------------------------------------------------------- | -------------------------------------------------------------------------------------------------- | ----------------- | ----------------- | ----------------- | ----------------- | ------------------------------------------ |
| Hey Mama!                                                  | - Ngày phát hành: 31 tháng 10 năm 2016 - Hãng đĩa: SM Entertainment - Định dạng: CD,Tải về         | 1                 | 14                | 3                 | 1                 | - HQ: 292.905+ - NB: 11.445 - US: 2000     |
| Blooming Days                                              | - Ngày phát hành: 10 tháng 4 năm 2018 - Hãng đĩa: SM Entertainment, IRIVER - Định dạng: CD, Tải về | 1                 | 10                | —                 | 2                 | - HQ: 352,575+ - TQ: 89,677+ - NB: 13,513+ |
| Nhật Bản                                                   | |                   |                   |                   |                   |                                            |
| Girls                                                      | - Ngày phát hành: Ngày 24 tháng 5 năm 2017 - Hãng đĩa: Avex Trax - Định dạng: CD, Đĩa than,Tải về  | —                 | 2                 | 20                | —                 | - NB: 71,933+                              |
| "—" biểu thị các bản phát hành không nằm trong khu vực đó. | |                   |                   |                   |                   |                                            |

### Đĩa đơn
| Bài hát                                                                                          | Năm      | Thứ hạng cao nhất | Thứ hạng cao nhất | Doanh số      | Album         |          |
| Bài hát                                                                                          | Năm      | HQ Gaon           | Mỹ World          | Doanh số      | Album         |          |
| Hàn Quốc                                                                                         | Hàn Quốc | Hàn Quốc          | Hàn Quốc          | Hàn Quốc      | Hàn Quốc      | Hàn Quốc |
| ------------------------------------------------------------------------------------------------ | -------- | ----------------- | ----------------- | ------------- | ------------- | -------- |
| "Hey Mama!"                                                                                      | 2016     | 4                 | 7                 | - HQ: 153.522 | Hey Mama!     |          |
| "Blooming Day" (花요일)                                                                          | 2018     | 20                | 8                 | TBA           | Blooming Days |          |
| Nhật Bản                                                                                         |          |                   |                   |               |               |          |
| "Ka-CHING!"                                                                                      | 2017     | —                 | —                 | TBA           | Girls / Magic |          |
| "Horololo"                                                                                       | 2018     | —                 | —                 | TBA           | Magic         |          |
| "—" biểu thị các bài hát phát hành không có trong bxh hoặc không được phát hành trong khu vực đó |          |                   |                   |               |               |          |

### Bài hát lọt vào bảng xếp hạng khác
| Bài hát                                                                                          | Năm      | Thứ hạng cao nhất | Doanh số     | Album         |          |          |
| Bài hát                                                                                          | Năm      | HQ Gaon           | Doanh số     | Album         |          |          |
| Hàn Quốc                                                                                         | Hàn Quốc | Hàn Quốc          | Hàn Quốc     | Hàn Quốc      | Hàn Quốc | Hàn Quốc |
| ------------------------------------------------------------------------------------------------ | -------- | ----------------- | ------------ | ------------- | -------- | -------- |
| "The One"                                                                                        | 2016     | 22                | - HQ: 75.099 | Hey Mama!     |          |          |
| "Rhythm After Summer"                                                                            | 2016     | 28                | - HQ: 69.690 | Hey Mama!     |          |          |
| "Juliet"                                                                                         | 2016     | 27                | - HQ: 71.044 | Hey Mama!     |          |          |
| "Cherish"                                                                                        | 2016     | 25                | - HQ: 74.493 | Hey Mama!     |          |          |
| "Play-date"                                                                                      | 2018     | 83                | —            | Blooming Days |          |          |
| "Sweet Dreams!" (내일 만나)                                                                      | 2018     | 87                | —            | Blooming Days |          |          |
| "Monday Blues"                                                                                   | 2018     | 91                | —            | Blooming Days |          |          |
| "Vroom Vroom"                                                                                    | 2018     | 93                | —            | Blooming Days |          |          |
| "Thursday"                                                                                       | 2018     | 96                | —            | Blooming Days |          |          |
| "Lazy" (휴일)                                                                                    | 2018     | 100               | —            | Blooming Days |          |          |
| Nhật Bản                                                                                         |          |                   |              |               |          |          |
| "Diamond Crystal"                                                                                | 2017     | —                 | —            | Girls         |          |          |
| "Miss You"                                                                                       | 2017     | —                 | —            | Girls         |          |          |
| "KING and QUEEN"                                                                                 | 2017     | —                 | —            | Girls         |          |          |
| "Girl Problems"                                                                                  | 2017     | —                 | —            | Girls         |          |          |
| "Tornado Spiral"                                                                                 | 2017     | —                 | —            | Girls         |          |          |
| "Hey Mama!"                                                                                      | 2017     | —                 | —            | Girls         |          |          |
| "—" biểu thị các bài hát phát hành không có trong bxh hoặc không được phát hành trong khu vực đó |          |                   |              |               |          |          |

### Nhạc phim
| Tên bài hát         | Năm  | Thứ hạng cao nhất | Doanh thu      | Phim                                                 |
| Tên bài hát         | Năm  | HQ                | Doanh thu      | Phim                                                 |
| ------------------- | ---- | ----------------- | -------------- | ---------------------------------------------------- |
| "It's Running Time" | 2017 | —                 |                | Running Man OST                                      |
| "Cry"               | 2017 | —                 |                | Final Life: Even if You Disappear Tomorrow OST Magic |
| "Someone Like You"  | 2018 | 88                | - TQ: 397,431+ | Live OST                                             |

## Chuyến lưu diễn
- Chuyến lưu diễn tại Nhật Bản
  - Magical Circus

## Video âm nhạc
| Bài hát                            | Năm      |
| Hàn Quốc                           | Hàn Quốc |
| ---------------------------------- | -------- |
| "Hey Mama!"                        | 2016     |
| "The One"                          | 2016     |
| "It's Running Time!"               | 2017     |
| "Blooming Day (花요일)"            | 2018     |
| "Beautiful World" (아름다운 강산)" | 2018     |
| Nhật Bản                           |          |
| "Ka-CHING!"                        | 2017     |
| "Horololo"                         | 2018     |

## Giải thưởng và đề cử

### Chương trình âm nhạc
The Show
| Năm  | Ngày        | Bài hát     |
| ---- | ----------- | ----------- |
| 2016 | 15 tháng 11 | "Hey Mama!" |

### Lễ trao giải
Mnet Asian Music Awards
| Năm  | Đề cử / Tác phẩm | Giải thưởng                     | Kết quả   |
| ---- | ---------------- | ------------------------------- | --------- |
| 2017 | EXO-CBX          | Phong cách châu Á xuất sắc nhất | Đoạt giải |